# Terremoto de Orán de 1874
El terremoto de Orán de 1874 fue un terremoto o movimiento sísmico que tuvo lugar en la provincia de Salta, Argentina, el 6 de julio de 1874, a las 19:00 (UTC-3). Registró una magnitud de 6,0 en la escala de Richter. 
Su epicentro estuvo a 23°00′S 64°12′O / -23.000, -64.200, a una profundidad de 30 km.
Este terremoto se sintió con grado VII en la escala de Mercalli. Aunque su magnitud y duración no fueron como el de 1871, produjo efectos psicológicos devastadores, causando el éxodo de parte de su población.